# 鳴海剛
鳴海 剛（なるみ ごう、1965年8月27日 - ）は、日本の俳優、モデル、タレント。新潟県出身。血液型AB型。R.crew(アール・クルー)エンターテイメント事業部所属。有限会社ゴーイング代表。

## 略歴・人物
20歳の頃にモデルとしてデビュー。
25歳の時、メガネスーパーが母体のプロレス団体・SWSのリングアナウンサーのオーディションに合格し、旗揚げから務める。
趣味は乗馬、ラケットボール、トレーニング。

## 出演

### テレビドラマ
- 右門捕物帖 第12話「江戸から消えた女」（1983年、日本テレビ）
- ベイシティ刑事（1987年 - 1988年、テレビ朝日）
- ゴメンドーかけます（1989年、フジテレビ）
- センチメントの季節（2000年、WOWOW）
- 相棒（テレビ朝日）
  - season2 第21話（2003年）
  - season3 第1 - 3話（2005年） - SP 役
  - season5 第11話（2007年1月1日） - 隊長 役
- 仮面ライダーカブト（2006年、テレビ朝日） - 日下部総一 役
- 月曜ゴールデン 駅弁刑事・神保徳之助（2007年、TBS） - 北村健作 役
- モリのアサガオ 新人刑務官と或る死刑囚「絆」の物語 第1話・最終話（2010年、テレビ東京）
- 水曜ミステリー9 不倫調査員・片山由美（2012年、テレビ東京） - 黒川雅行 役
- 積木くずし 最終章（2012年、フジテレビ）
- 金曜プレステージ 所轄刑事（2013年、フジテレビ）

### その他のテレビ番組
- 世直しバラエティー カンゴロンゴ（2008年10月 - 2009年3月、NHK）アニメ「カン・ゴローの四字熟語な生活」カンゴロー役モデル・声

### 映画
- 獅子の血脈（2001年、東宝）
- 楳図かずお恐怖劇場 プレゼント（2005年、松竹） - 優子の父 役
- 容疑者 室井慎次（2005年、東宝）
- 嫌われ松子の一生（2006年、東宝）
- 力道山（2006年、サイダスFNH）※日韓共同制作、韓国では2004年上映
- 銀色のシーズン（2008年、東宝）
- GOEMON（2009年） - 豊臣秀吉側近 役
- 天使に“アイム・ファイン”（2016年） - 朝日宗男 役
- 龍帝 -DRAGON EMPEROR-（2016年） - 巽真一 役

### Vシネマ
- 牝牌(メスパイ) 女雀士 肉体の賭け（2000年、レジェンド）
- 実録・大阪やくざ戦争 報復（2002年） - 元法力会若衆 米村明信
- 実録・大阪やくざ戦争 報復 完結編（2002年） - 三代目山王会谷健組預かり 元法力会若衆 米村明信

### CM
- 亀田製菓 えびっぷり
- 大正製薬 リポビタンD
- イオン 30周年記念
- ライオン 花粉ガード
- セガ
- 東芝
- めいほうグループ
- 三菱東京UFJ銀行
- TEPCOひかり
- オムロン からだスキャン

### 舞台
- 逢摩が恋暦（1988年）
- 花ふたたび（1989年）
- 痛快!!黄昏ハイスクールおにぎりスキッパーズ2(2008年)
- 踊るやくざシリーズ「眠れぬ夜の極道」メイン出演(2009年)
- みまもり刑事Zフラッシュ!おにぎりスキッパーズ2(2009年)

## モデル活動

### 広告
- リクルートコスモス

### VP
- オペル ナビゲーター役
- CR織田信長 織田信長役
- アフラック

## 司会業
- プロレス アナウンサー（SWS、NOW、PWC、SPWF）
- ワールドPCエキスポ MC
- TBCイベント MC